# چارلو، نیوبرانزویک
چارلو، نیوبرانزویک (به انگلیسی: Charlo) یک منطقهٔ مسکونی در کانادا است که در نیوبرانزویک واقع شده‌است. چارلو ۱٬۳۲۴ نفر جمعیت دارد.